# Cotswold Way

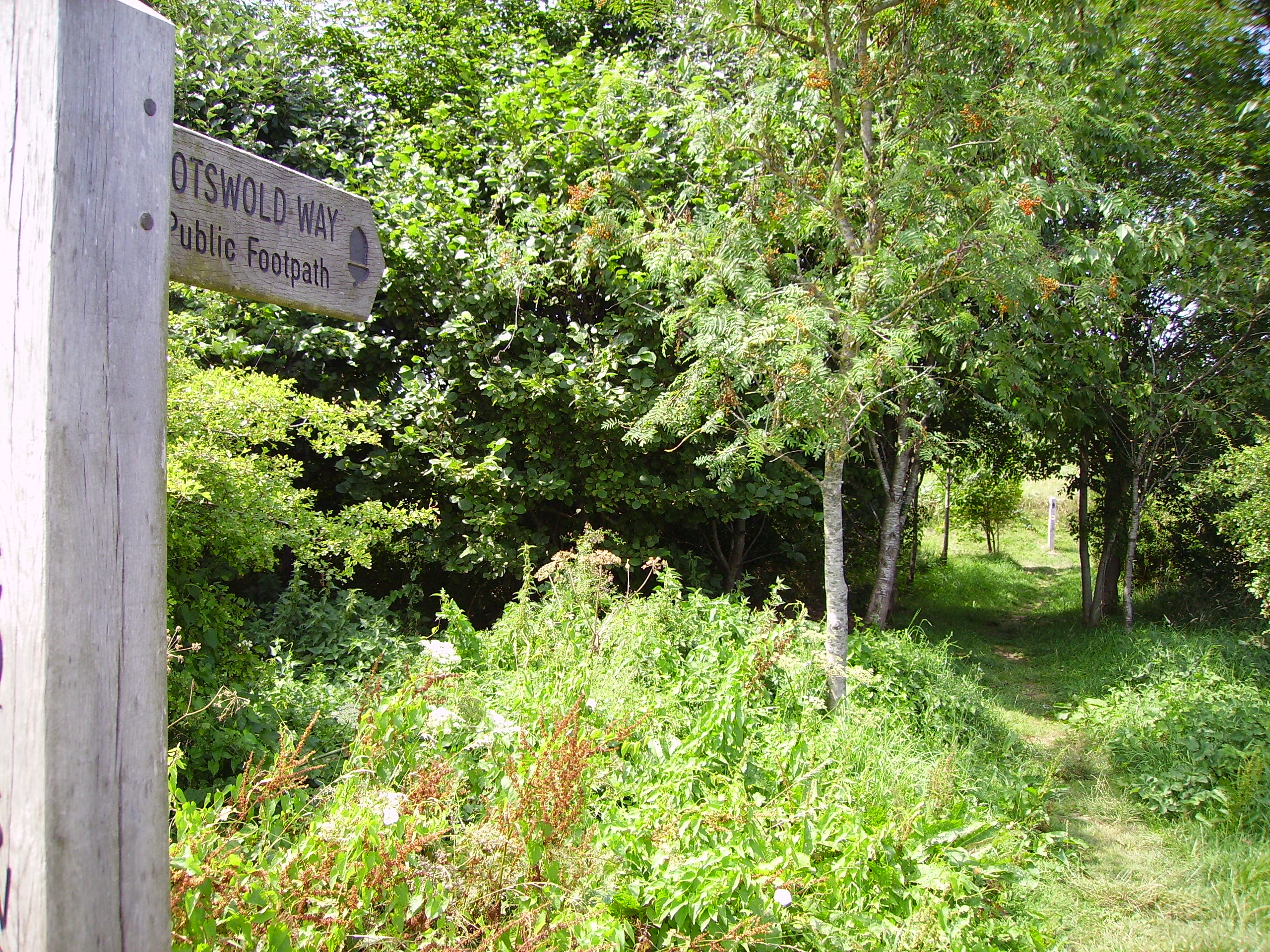

De Cotswold Way is een langeafstandswandelpad (National Trail) in Engeland. Het pad is 164 kilometer lang en loopt door de Cotswolds. Het loopt van Chipping Campden naar Bath.